# 札幌市水道記念館
札幌市水道記念館（さっぽろしすいどうきねんかん）は札幌市が設置する水道事業の普及啓発施設である。

## 概要
現在の札幌市水道記念館の建物は倉塚良夫北海道帝国大学教授の設計で1937年（昭和12年）に建てられ、1937年（昭和12年）から1971年（昭和46年）まで藻岩浄水場の一部として機能していた。
浄水場としての機能を停止した後札幌市の水道創設40周年を記念するため施設を改装し、1977年（昭和52年）8月1日に札幌市水道記念館として開館。
1995年（平成7年）5月1日には2階と3階にも展示室を設けて新装開館した。
1997年（平成9年）から藻岩浄水場の改修工事に伴いしばらくの間休館となるが、2003年（平成15年）から再整備が進められ2007年（平成19年）5月26日に新装開館した。
1987年（昭和62年）近代水道百選に、2007年（平成19年）土木学会選奨土木遺産に認定される。

## 所在地
北海道札幌市中央区伏見4丁目6-17

### アクセス
- 札幌市電「ロープウェイ入口停留場」下車、徒歩10 - 15分
- ジェイ・アール北海道バス（琴似営業所）、じょうてつ「南19条西16丁目（旧・ロープウェイ入口）」下車、徒歩5 - 10分

## 館内施設
館内施設は下記の通りである。
- エントランス
- 水道記念室

- アクアタウン
- 水工場

- サイエンスパーク
- もいわギャラリー

- キッズルーム
- 水源の森

- コミュニケーションホール
- 水の図書館

## 開館時間等
開館時間、休館日等は下記の通りである。
- 開館期間 4月第2土曜日 - 11月15日
- 休館日 月曜日（月曜が祝日の場合は翌日）
- 開館時間 9時30分 - 16時30分
- 入館料 無料